# Johan Cronje
Johan Cronje (Bloemfontein, Sudáfrica, 13 de abril de 1982) es un atleta sudafricano, especialista en la prueba de 1500 m, con la que llegó a ser medallista de bronce mundial en 2013.

## Carrera deportiva
En el Mundial de Moscú 2013 gana la medalla de bronce en los 1500 m, tras el etíope Asbel Kiprop (oro) y el estadounidense Matthew Centrowitz (plata), con un tiempo de 3:36:83.